# سكة السلامة (مسرحية)
سكة السلامة  هي مسرحية كوميدية مصرية عرضت في عام 1964، من بطولة سميحة أيوب وتوفيق الدقن وشفيق نور الدين وعبد المنعم إبراهيم، من تأليف سعد الدين وهبة ومن إخراج سعد أردش.

## قصة المسرحية
تدور القصة حول أتوبيس يتوه بركابه في الصحراء، وتقدم المسرحية النماذج البشرية المتمثلة في ركاب الأتوبيس وأخطاء وذنوب كل راكب وعندما يوشكوا على الموت جوعاً وعطشاً يعلن كل منهم توبته ويقرر الإصلاح من نفسه، فهل ستتغير مواقفهم بعد النجاة؟.

## طاقم التمثيل
- سميحة أيوب: (سوسو - الممثلة)
- توفيق الدقن: (قرني - الريجيسير)
- شفيق نور الدين: (سائق الأتوبيس)
- عبد المنعم إبراهيم: (الصحفي فكري عبد السلام)
- فؤاد شفيق: (إسماعيل البحراوي)
- أحمد الجزيري: (العمدة سليمان)
- محمد السبع: (حسين أبو السعود - رئيس مجلس إدارة الفلين)
- كمال حسين: (أبو المجد الشبراوي - المحامي)
- طارق عبد اللطيف: (الموظف محمد محيي الدين - الزوج الخائن)
- رجاء حسين: (إلهام - الزوجة الخائنة)
- ملك الجمل: (مدام جلنار)
- محمود عزمي: (سائق الفنطاس)
- حسن البارودي: (رضوان - ساكن الصحراء)
- عبد السلام محمد: (فتوح فتحي فتوح)

## فريق العمل
- إخراج: سعد أردش
- تأليف: سعد الدين وهبة
- إنتاج: المسرح القومي المصري، مسرح التلفزيون المصري

## إعادة الإنتاج
أعاد الفنان محمد صبحي إنتاج هذة المسرحية مرة أخرى عام 2000 تحت نفس الاسم مع إسقاطات سياسية تنطبق على فترة الإعادة.